# 將軍澳水上活動中心
將軍澳水上活動中心（英語：Tseung Kwan O Water Sports Centre）為香港康樂及文化事務署擬議建設的水上康樂設施，目前處於初步籌劃階段，須要等待相關的工程部門完成工程的技術可行性研究後才會落實。活動中心的位置暫時定於將軍澳77區毗鄰港鐵康城站，佔地約1.35公頃。

## 歷史
為推動水上運動發展，政府在2011年5月提出於將軍澳南海濱長廊一帶（即將軍澳77區）興建水上活動中心。及後於2017年獲納入施政報告的「體育及康樂設施5年計劃」中，預計2022年完成技術可行性研究。。
將軍澳第77區興建水上活動中心的技術可行性研究現已完成，並已提交予有關政策局審批。待審批完成後，政府將按既定工務工程程序進一步推展工程計劃。

## 設施
計劃中的將軍澳水上活動中心，內裡設有教室、存放救生艇和訓練艇及水上活動器材的倉庫、更衣室、洗手間、包括有急救室及瞭望站的服務主樓、用以在岸上活動的平台、戶外淋浴設施、供船艇進入水道的下水道、看台及單車停泊處等。與此同時，附帶建設龍舟設施，以供地區團體和相關體育總會可以全年無間斷地使用及練習，促進龍舟運動發展為傳統節日之外的體育活動。